# Bogio da Vergalle
Bogio da Vergalle è un personaggio dell'Orlando Furioso di Ludovico Ariosto.

## Il personaggio
Bogio è nel poema uno dei tanti guerrieri cristiani che combattono in difesa di Carlo Magno assediato dai Saraceni a Parigi. La sua vicenda, benché concentrata in un'unica ottava nel poema, è rimasta celebre per il patetico destino di morte cui egli soggiace.
Giovane e nobile combattente di Vergalle (una città europea non identificata ), Bogio si presenta alla guerra, riservandosi tuttavia di lasciare i combattimenti dopo sei mesi, per una promessa fatta alla donna che ha appena sposato. Ma proprio in uno dei primi scontri egli morirà sventrato dalla spada di Dardinello, suscitando così il commento pietoso del poeta.
 " Poi forò il ventre a Bogio da Vergalle,

e lo mandò del debito assoluto:

avea promesso alla moglier fra sei

mesi, vivendo, di tornare a lei." 
(Ludovico Ariosto, Orlando Furioso, canto 18, ottava 53)
I versi ariosteschi delineano dunque una figura di eroe che intimamente preferisce la pace alla guerra; Bogio appare in parte mutuato sul personaggio omerico di Assilo, il quale tuttavia non è caratterizzato da pulsioni amorose.
 "  E Diomede potente nel grido uccise Assilo,

 figlio di Teutra, che viveva in Arisbe, la ben costruita,

 ricco di beni; ed era amico degli uomini,

 tutti ospitava, casa abitando lungo la via.

 Nessuno di quelli, però, la triste morte gli tenne lontana,

 parandosi innanzi a lui; rapì a entrambi la vita 

 a lui e al servo, Calesio, che allor dei cavalli 

 era guida ed auriga; essi scesero insieme sotto la terra.  " 
(Omero, Iliade, canto 6)

### Fonti
- Ludovico Ariosto, Orlando Furioso, libro XVIII.